# Station Chépy-Valines
Station Chépy-Valines is een spoorwegstation in de Franse gemeente Chépy.